# Ойстро (Лашко)
Ойстро (словен. Ojstro) — поселення в общині Лашко, Савинський регіон, Словенія. Висота над рівнем моря: 492 м.